# 羅湖駅 (香港)
羅湖駅（らこえき、ローウーえき）は香港新界北区羅湖にある、港鉄（MTR）東鉄線の駅である。香港辺境禁区と呼ばれる地域に含まれる。

## 概要
もともとは九龍から広州への途中駅に過ぎなかったが、1949年の中華人民共和国の成立により国境に羅湖駅と深圳駅が置かれ、この間で出入境手続き（イミグレーション）が行われるようになり羅湖駅は事実上終着駅となった。
1978年には直通運転が再開され、1997年の香港返還後は国境ではなくなったものの、出入境者の乗り入れの手続き専用の駅となっている。駅舎外が香港辺境禁区のため、外への出入りは原則出来ない。出口には、「周辺住民以外出入禁止」と書かれた看板があり、当局の許可を得ずに駅舎外に出た場合罰金を払わされる（ただし、羅湖村民を除く）。

## 歴史
- 1949年10月14日 - 九広鉄路の駅として開業。
- 2007年12月2日 - 両鉄合併（中国語版、広東語版）により香港鉄路（旧香港地鉄）の駅となる。
- 2020年2月4日 - 新型コロナウイルス感染症の世界的流行により出入境者の往来の取り扱いを停止[1]。
- 2023年2月6日、通常通りの運行、及び出入境の取り扱いを再開。

## 駅構造
橋上駅舎を持つ地上駅。相対式ホームに島式ホームを挟み込んだ3面2線構造となっている。1番のりばと2番のりば、3番のりばと4番のりばはそれぞれ線路を共用している。この他、紅磡発の中国本土直通列車用に1線がある。
深圳方面への通路（羅湖口岸）は橋上駅舎と直結している。

### 駅階層

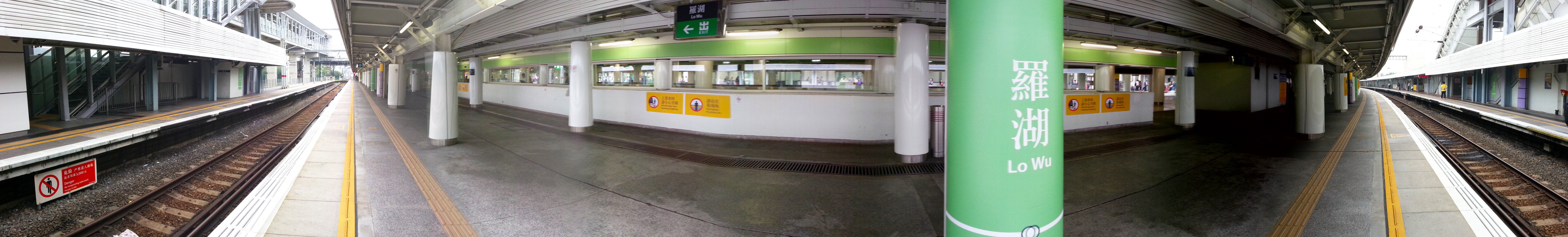
羅湖駅2番のりば全景

| L2 コンコース | 歩行者用通路                                                           | 深圳市から香港羅湖駅コンコースへの通路                |
| L2 コンコース | 香港入境コンコース                                                     | 香港出入境事務所・香港税関検査                        |
| L2 コンコース | 香港入境コンコース                                                     | サービスセンター、駅商店、トイレ、ATM 「e分鐘著数」機 |
| L2 コンコース | 香港入境コンコース                                                     | 旅客案内及びサービスセンター、港鉄旅遊                |
| L1 コンコース | 歩行者用通路                                                           | 深圳市羅湖聯検大楼への通路                            |
| L1 コンコース | 香港出境コンコース                                                     | 香港出入境事務所・香港税関                            |
| L1 コンコース | 香港出境コンコース                                                     | 羅湖村民通路、サービスセンター、トイレ                |
| L1 コンコース | 香港出境コンコース                                                     | 駅商店、鉄道免税店、自動券売機 「e分鐘著数」機        |
| G 地面        | -                                                                      | ←中国本土直通列車専用線路→                            |
| G 地面        | 単式ホーム、右側の扉が開く。                                           |                                                       |
| G 地面        | ➊番線                                                                  | ←■東鉄線金鐘方面                                      |
| G 地面        | ➋番線                                                                  | 降車ホーム                                            |
| G 地面        | 島式ホーム、2番線の列車は右側のドアが、3番線の列車は左側のドアが開く。 |                                                       |
| G 地面        | ❸番線                                                                  | 降車ホーム                                            |
| G 地面        | ➍番線                                                                  | ←■東鉄線金鐘方面                                      |
| G 地面        | 単式ホーム、左側の扉が開く。                                           |                                                       |

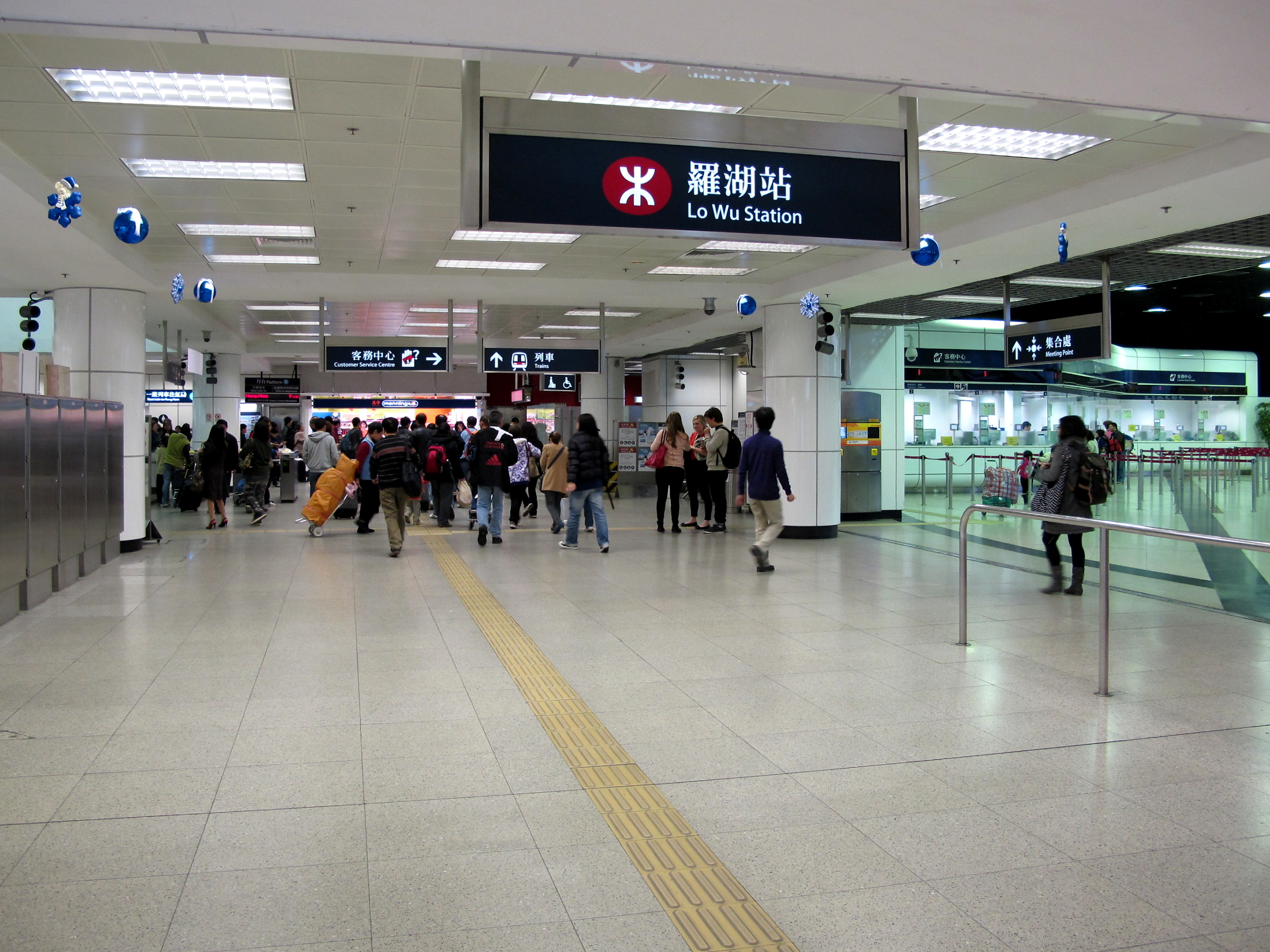
羅湖駅コンコース
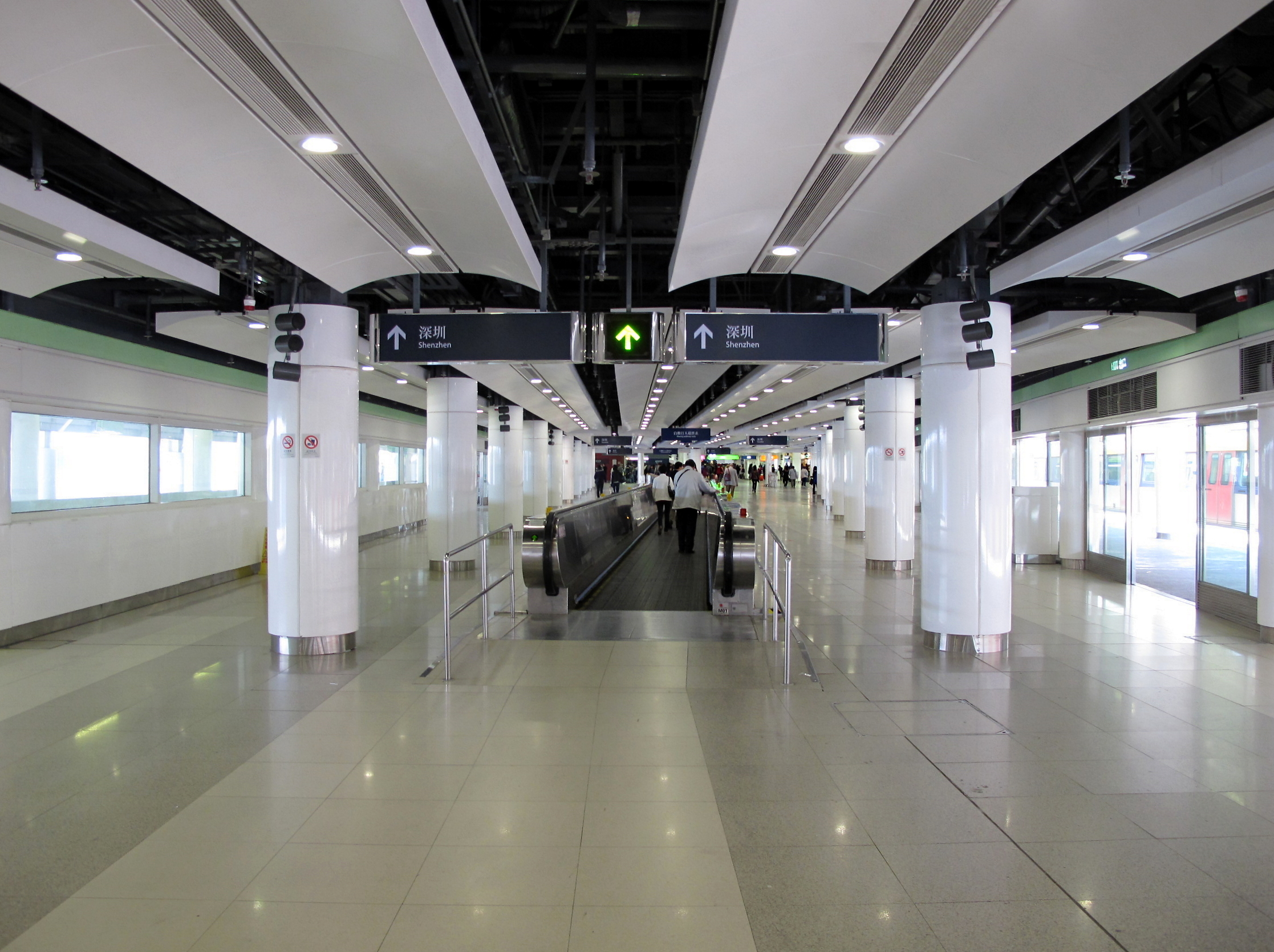
出境通路
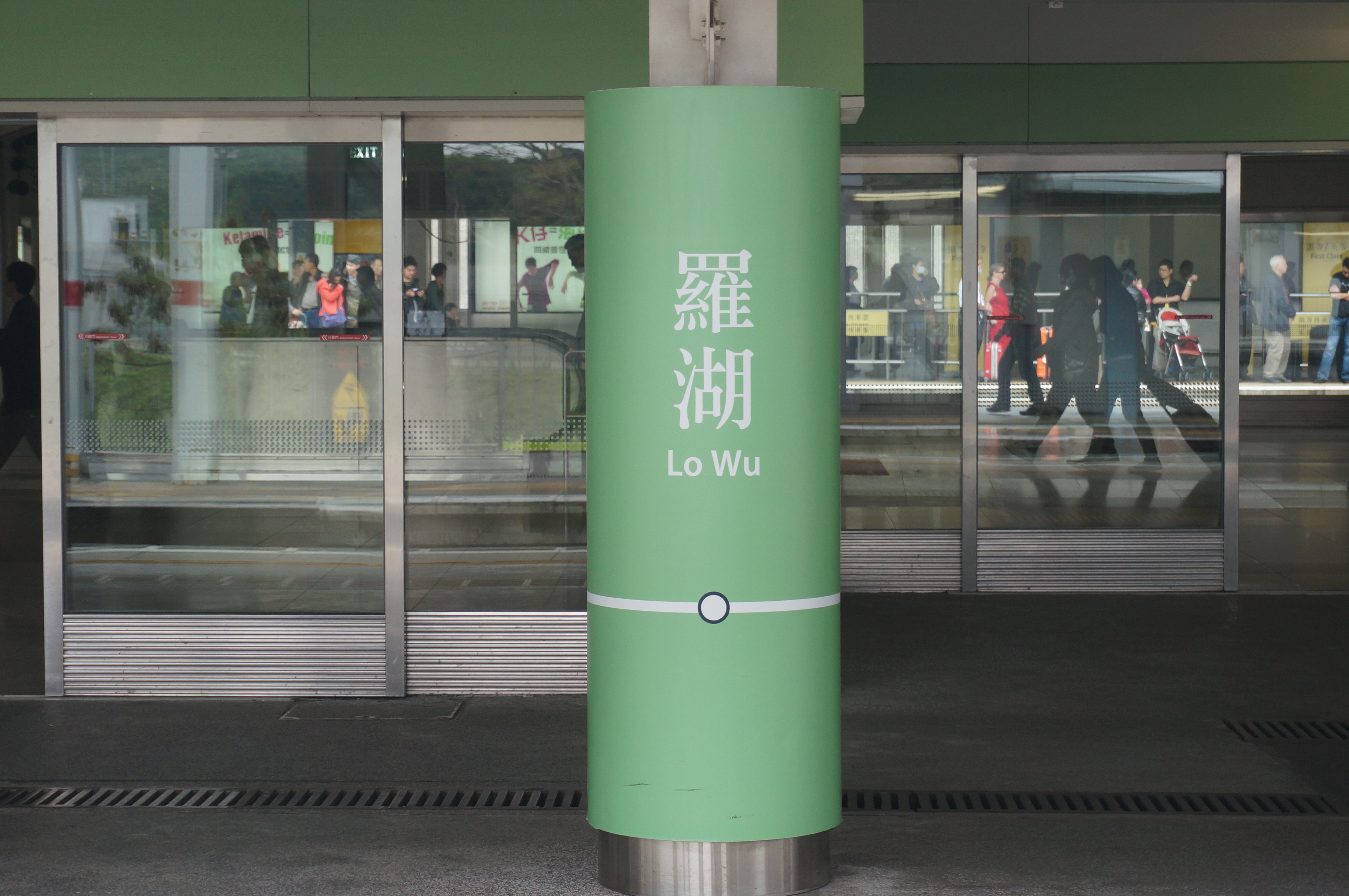
羅湖駅、港鉄化後の駅名標 (直式)
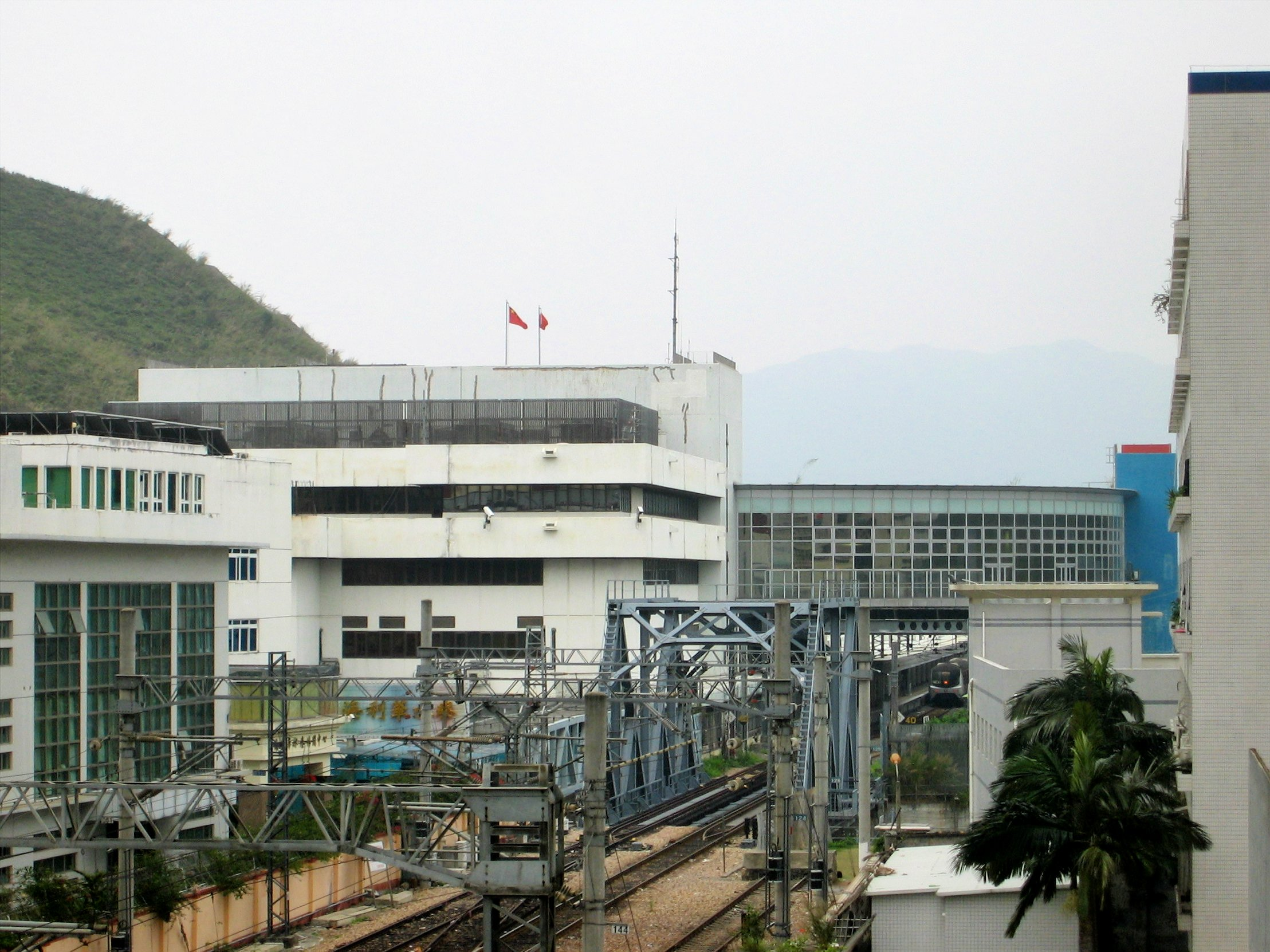
深圳より羅湖駅を望む
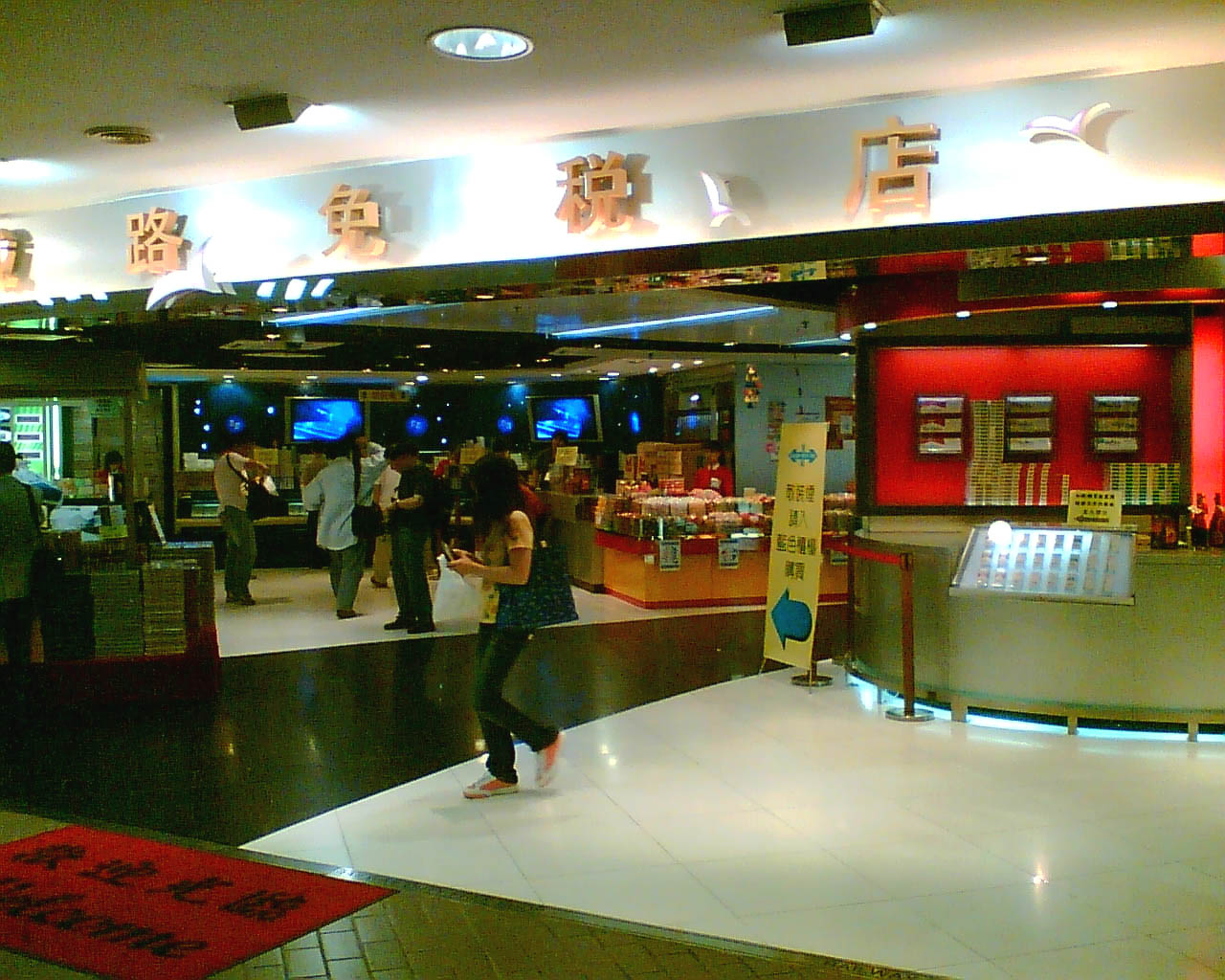
羅湖駅出境通路にある鉄路免税店
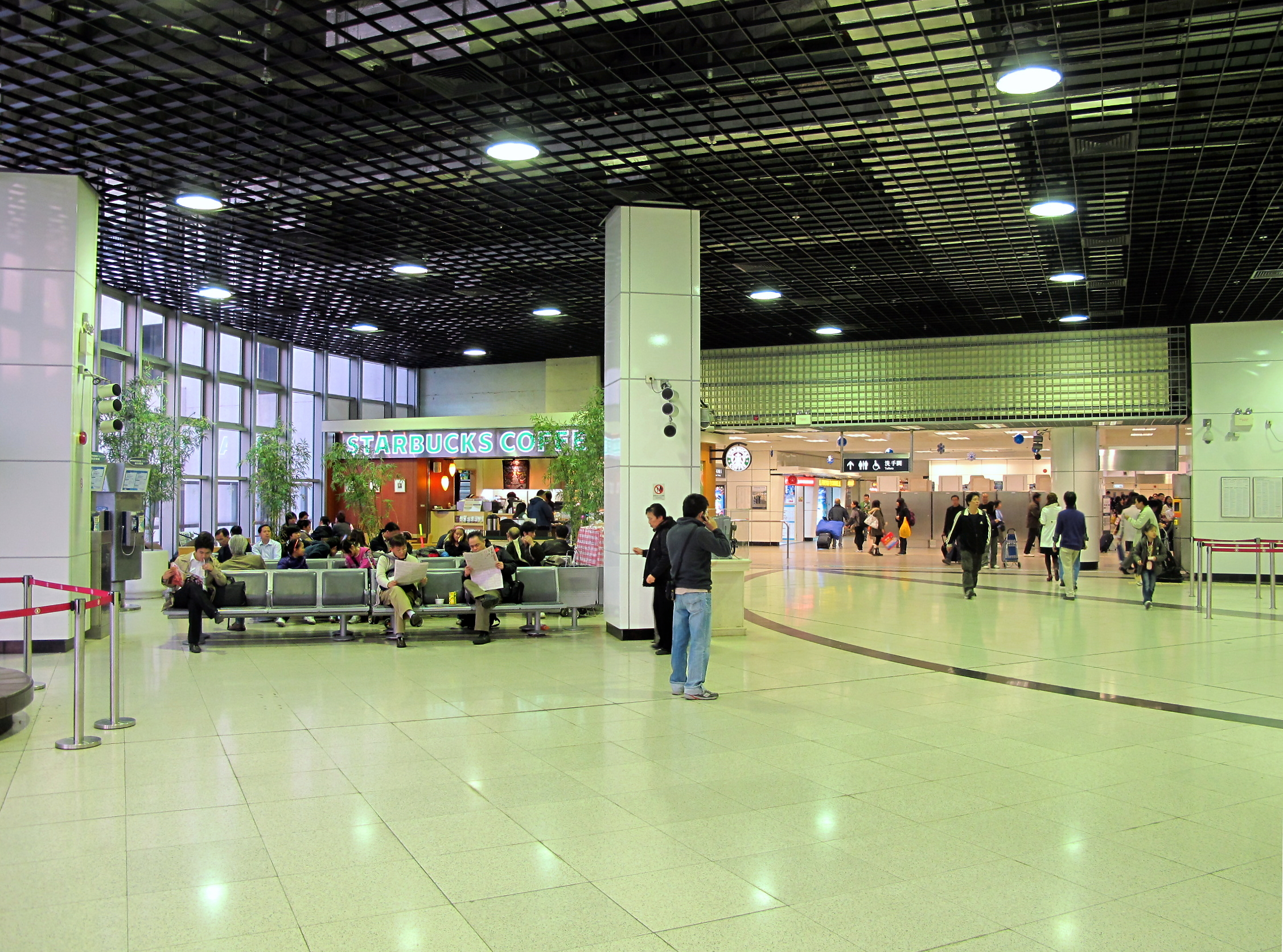
羅湖駅入境コンコースにあるスターバックス
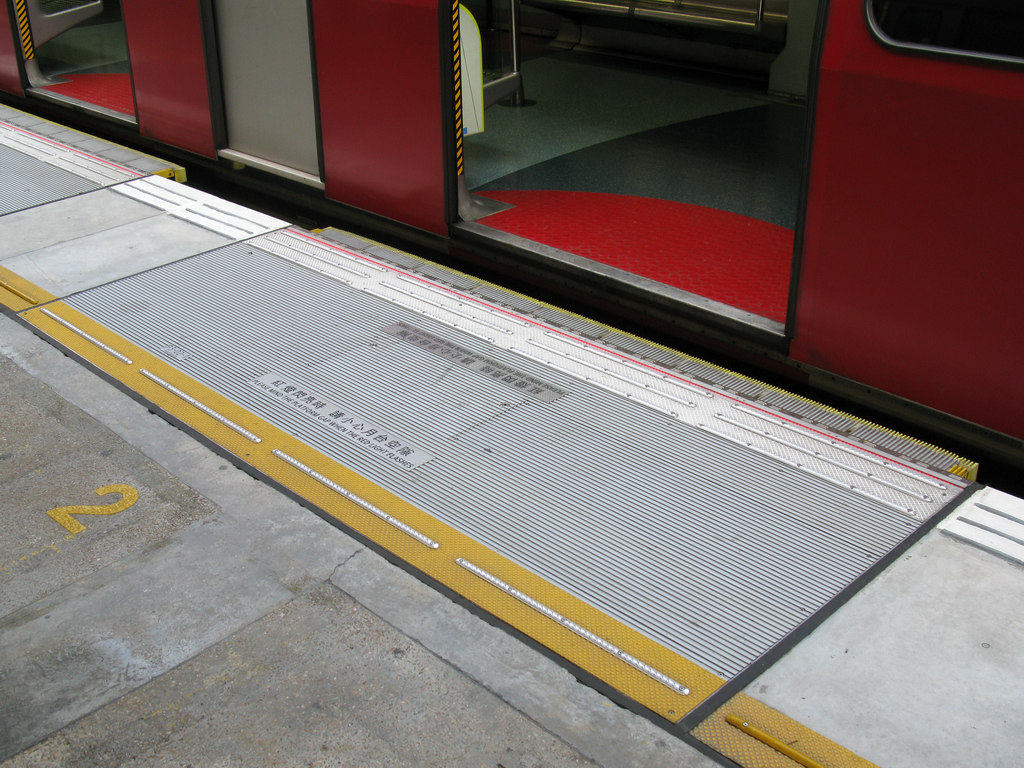
羅湖駅3番線に設置された伸縮式の踏板
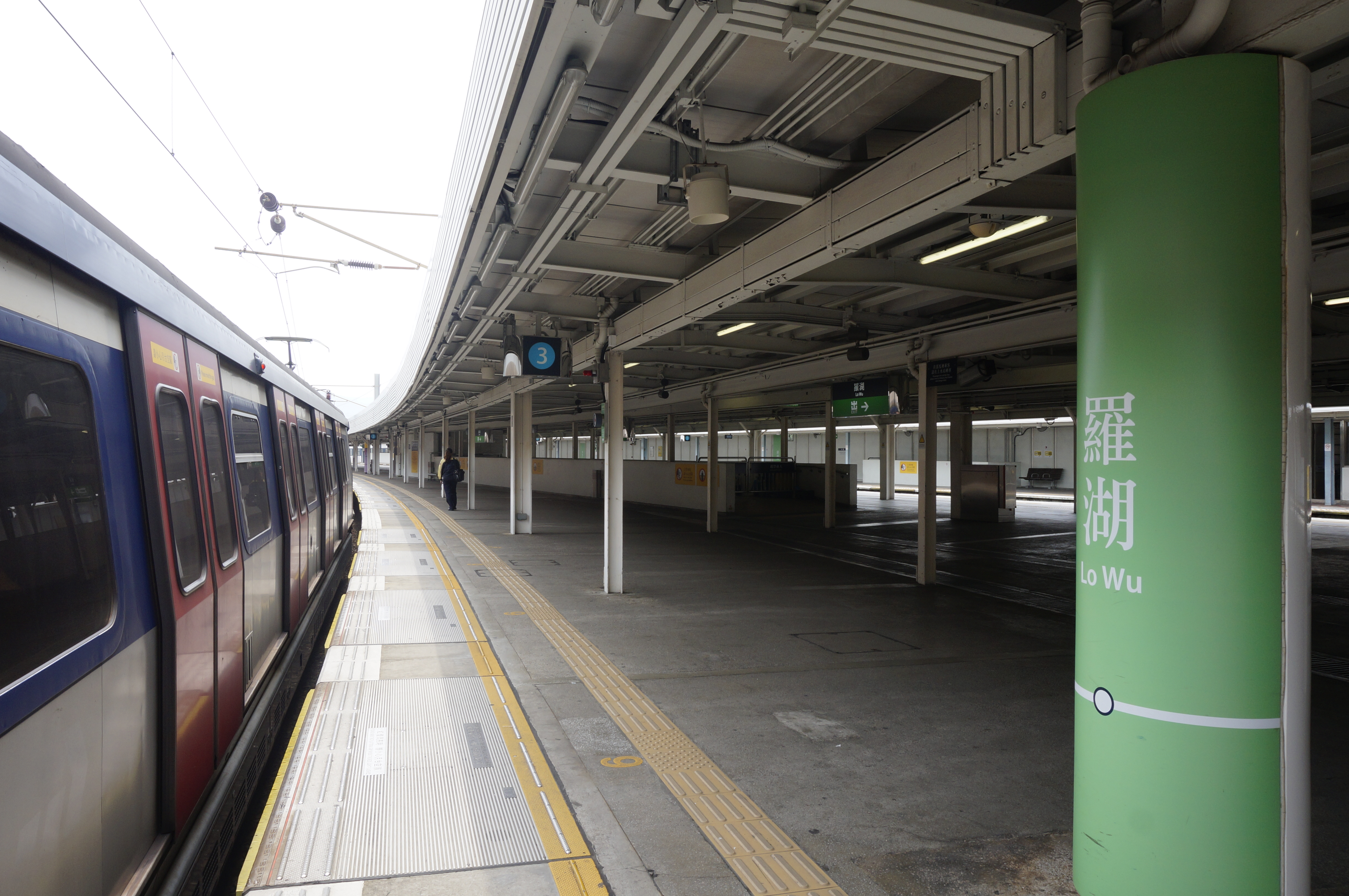
ホーム

### コンコース
駅構内には鉄路免税店があり、タバコ、酒等が買える。
駅商店・自動サービス
駅商店
- 鉄路免税店
- スターバックス
- 君蘭餅店
- 香港旅遊発展局（中国語版、広東語版）旅客諮詢及服務中心
- セブン-イレブン

### 出口
- - 得月楼、料壆村
- - 羅湖村、沙嶺

## 駅周辺
- 沙嶺墳場（中国語版）
- 羅湖口岸
- 深圳駅（広深鉄路）
- 深圳羅湖駅（深圳地下鉄1号線（羅宝線））
- 人民南駅（中国語版）（深圳地下鉄9号線）

## 隣の駅
香港鉄路
■東鉄線
上水駅 - 羅湖駅